# Trimma ukkriti
Trimma ukkriti là một loài cá biển thuộc chi Trimma trong họ Cá bống trắng. Loài này được mô tả lần đầu tiên vào năm 2021.
T. ukkriti trước đây là một loài ẩn sinh (cryptic species) dưới danh pháp của Trimma okinawae.

## Từ nguyên
Từ định danh ukkriti được đặt theo tên của Ukkrit Satapoomin, Giám đốc Phòng Bảo tồn Tài nguyên Biển, người đã hỗ trợ Winterbottom khi ông nghiên cứu thực địa tại Trạm Sinh học Biển Phuket.

## Phân bố
T. ukkriti hiện mới chỉ được ghi nhận ở ngoài khơi đảo Phuket của Thái Lan, được thu thập ở độ sâu đến ít nhất là 15 m.

## Mô tả
Chiều dài chuẩn lớn nhất được ghi nhận ở T. ukkriti là 2,7 cm. Má và vùng trước của đầu có các đốm màu cam đến đỏ nhỏ hơn đồng tử. Gáy và thân có họa tiết dạng lưới mắt cáo được hình thành bởi các tế bào sắc tố xếp dày trên toàn bộ các vảy.
Số gai vây lưng: 7; Số tia vây lưng: 8–9; Số gai vây hậu môn: 1; Số tia vây hậu môn: 9; Số tia vây ngực: 19–20.